# Linus Hagström
Linus Petter Hagström, född 2 juli 1972 i Hammarby församling i Stockholms län, är en svensk professor i statsvetenskap.

## Biografi
Linus Hagström avlade filosofie doktorsexamen vid Stockholms universitet 2003 med avhandlingen Enigmatic Power: Relational Power Analysis and Statecraft in Japan’s China Policy, varefter han 2013 anställdes som forskare vid Utrikespolitiska institutet och kvarstod där i olika roller fram till 2021. Han var institutets tillförordnade forskningschef 2009–2010 och chef för dess Asienprogram 2008–2015. Han blev docent i statsvetenskap 2009 och var akademiforskare vid Vitterhetsakademien 2009–2015. Han tjänstgör sedan 2014 som forskare och lärare vid Försvarshögskolan, där han blev professor i statsvetenskap 2015. Hans forskning rör utrikespolitik, säkerhetspolitik och stormaktspolitik, empiriskt med fokus på Japan, Östasien och Sverige och teoretiskt med fokus på makt, narrativ, identitetspolitik och känslor. Han har även skrivit om hur forskare formulerar forskningsproblem.
Under våren 2022 argumenterade Hagström för att den svenska analysen och debatten inför landets ansökan om medlemskap i Nato var ytlig och uppvisade odemokratiska tendenser. Hösten 2024 utkom han med en populärvetenskaplig antologi om svensk säkerhetspolitik i ljuset av landets Natointräde tidigare samma år.
Hagström belönades 2021 med Hugo Raabpriset för bästa vetenskapliga prestation vid Försvarshögskolan. En artikel som han skrivit med Karl Gustafsson nominerades samma år till Bernard Brodie Prize.
Linus Hagström är kusin till Martin Hagström och barnbarnsbarn till Arvid Hagström.

## Publikationer i urval

### Böcker
- Hagström, Linus (2003). Enigmatic Power: Relational Power Analysis and Statecraft in Japan’s China Policy. Stockholm: Stockholms universitet. ISBN 91-7265-628-X
- Hagström, Linus (2005). Japan’s China Policy: A Relational Power Analysis. London and New York: Routledge. ISBN 9780415438995.
- Hagström, Linus och Marie Söderberg (red.) (2006). North Korea Policy: Japan and the Great Powers. London and New York: Routledge. ISBN 9780415399166.
- Hagström, Linus och Pia Moberg (red.) (2012 och 2015). Japan nu: strömningar och perspektiv. Stockholm: Carlsson bokförlag. ISBN 9789173317368.
- Hagström, Linus, Niklas Bremberg and Arita Holmberg (2016). Att forska: praktiker och roller inom samhällsvetenskapen. Stockholm: Carlsson bokförlag. ISBN 9789173317696.
- Hagström, Linus (red) (2015). Identity Change and Foreign Policy: Japan and its ”Others”. London and New York: Routledge. ISBN 9781138931602.
- Hagström, Linus (red) (2024). Är Sverige säkert nu? Perspektiv på Nato och svensk säkerhetspolitik. Stockholm: Carlsson bokförlag. ISBN 9789189826342.

### Vetenskapliga artiklar (urval)
- Hagström, Linus (2005). ”Relational Power for Foreign Policy Analysis: Issues in Japan’s China Policy”. European Journal of International Relations 11(3): 395–430. https://doi.org/10.1177/1354066105055485
- Hagström, Linus (2012). ”Power Shift in East Asia? A Critical Reappraisal of Narratives on the Diaoyu/Senkaku Islands Incident in 2010”. Chinese Journal of International Politics 5 (3): 267–297. https://doi.org/10.1093/cjip/pos011
- Hagström, Linus (2015). ”The ‘Abnormal’ State: Identity, Norm/Exception and Japan”. European Journal of International Relations 21 (1): 122–145. https://doi.org/10.1177/1354066113518356
- Hagström, Linus och Karl Gustafsson (2019). ”Narrative Power: How Storytelling Shapes East Asian International Politics”. Cambridge Review of International Affairs 32 (4): 387–406. https://doi.org/10.1080/09557571.2019.1623498
- Gustafsson, Karl och Linus Hagström (2018). ”What Is the Point? Teaching Graduate Students how to Construct Political Science Research Puzzles”. European Political Science 17 (4): 634–648. https://link.springer.com/article/10.1057/S41304-017-0130-Y
- Hagström, Linus (2021). ”Great Power Narcissism and Ontological (In)Security: The Narrative Mediation of Greatness and Weakness in International Politics”. International Studies Quarterly 65(2): 331–342. https://doi.org/10.1093/isq/sqab011
- Hagström, Linus och Niklas Bremberg (2022). ”Aikido and World Politics: A Practice Theory for Transcending the Security Dilemma”. European Journal of International Relations 28(2): 263–286. https://doi.org/10.1177/13540661211070145